# M'Bagne
M'Bagne är en stad i södra delen av regionen Brakna i södra Mauretanien, vid Senegalfloden. Staden hade 3 240 invånare (2013).